# Balanoidea
Balanoidea é uma superfamília de crustáceos ordem Sessilia que inclui a maioria das espécies conhecidas por cracas.

## Lista de famílias
A superfamília Balanoidea inclui as seguintes famílias: 
- Archaeobalanidae Newman & Ross, 1976
- Balanidae Leach, 1817
- Pyrgomatidae Gray, 1825